# Лижні перегони на зимових Олімпійських іграх 2022
Змагання з лижних перегонів на зимових Олімпійських іграх 2022 тривали з 5 до 20 лютого в місті Чжанцзякоу (Китай).

## Кваліфікація
Для участі в іграх спортсменам виділено 296 квотних місць. Від одного Національного олімпійського комітету могли взяти участь не більш як 16 спортсменів, щонайбільше 8 чоловіків і 8 жінок. Країна, яка мала спортсмена певної статі, що набрав на Чемпіонаті світу 2021 або на Чемпіонаті світу до 23 років 2021 менш як 300 балів, могла виставити принаймні одного спортсмена цієї статі.

## Розклад змагань
Вказано місцевий час (UTC+8).
| Дата      | Час   | Дисципліна                                                   |
| --------- | ----- | ------------------------------------------------------------ |
| 5 лютого  | 15:45 | Скіатлон (жінки)                                             |
| 6 лютого  | 15:00 | Скіатлон (чоловіки)                                          |
| 8 лютого  | 16:00 | Індивідуальний спринт вільним стилем серед чоловіків і жінок |
| 10 лютого | 15:00 | 10 км класичним стилем (жінки)                               |
| 11 лютого | 15:00 | 15 км класичним стилема (чоловіки)                           |
| 12 лютого | 15:30 | Естафета 4×5 км (жінки)                                      |
| 13 лютого | 15:00 | Естафета 4×10 км (чоловіки)                                  |
| 16 лютого | 17:00 | Командний спринт серед жінок і чоловіків                     |
| 19 лютого | 14:00 | 50 км вільним стилем масстарт (чоловіки)                     |
| 20 лютого | 14:30 | 30 км вільним стилем масстарт (жінки)                        |

## Чемпіони та призери

### Таблиця медалей
| Загальна кількість медалей |                            |        |        |        |       |
| Місце                      | Країна                     | Золото | Срібло | Бронза | Разом |
| 1                          | Норвегія                   | 5      | 1      | 2      | 8     |
| 2                          | Олімпійський комітет Росії | 4      | 4      | 3      | 11    |
| 3                          | Фінляндія                  | 1      | 2      | 3      | 6     |
| 4                          | Швеція                     | 1      | 2      | 1      | 4     |
| 5                          | Німеччина                  | 1      | 1      | 0      | 2     |
| 6                          | США                        | 0      | 1      | 1      | 2     |
| 7                          | Італія                     | 0      | 1      | 0      | 1     |
| 8                          | Австрія                    | 0      | 0      | 1      | 1     |
| 8                          | Франція                    | 0      | 0      | 1      | 1     |
| Разом                      | Разом                      | 12     | 12     | 12     | 36    |

### Чоловіки
| Дисципліна                        | Золото                                                                                       | Золото    | Срібло                                                                                  | Срібло    | Бронза                                                             | Бронза    |
| --------------------------------- | -------------------------------------------------------------------------------------------- | --------- | --------------------------------------------------------------------------------------- | --------- | ------------------------------------------------------------------ | --------- |
| 15 км класичним стилем            | Ійво Нісканен · Фінляндія                                                                    | 37:54.8   | Олександр Большунов · Олімпійський комітет Росії                                        | 38:18.0   | Йоганнес Гесфлот Клебо · Норвегія                                  | 38:32.3   |
| 30 км скіатлон                    | Олександр Большунов · Олімпійський комітет Росії                                             | 1:16:09.8 | Денис Спіцов · Олімпійський комітет Росії                                               | 1:17:20.8 | Ійво Нісканен · Фінляндія                                          | 1:18:10.0 |
| 50 км вільним стилем              | Олександр Большунов · Олімпійський комітет Росії                                             | 1:11:32.7 | Іван Якимушкін · Олімпійський комітет Росії                                             | 1:11:38.2 | Сімен Геґстад Крюґер · Норвегія                                    | 1:11:39.7 |
| Естафета 4×10 км                  | Олімпійський комітет Росії Олексій Червоткін Олександр Большунов Денис Спіцов Сергій Устюгов | 1:54:50.7 | Норвегія · Еміль Іверсен · Поль Гольберг · Ганс Крістер Голунд · Йоганнес Гесфлот Клебо | 1:55:57.9 | Франція · Рішар Жув · Юго Лапалюс · Клеман Парісс · Моріс Маніфіка | 1:56:07.1 |
| Спринт вільним стилем             | Йоганнес Гесфлот Клебо · Норвегія                                                            | 2:58.06   | Федеріко Пеллегріно · Італія                                                            | 2:58.32   | Олександр Терентьєв · Олімпійський комітет Росії                   | 2:59.37   |
| Командний спринт класичним стилем | Норвегія · Ерік Вальнес · Йоганнес Гесфлот Клебо                                             | 19:22.99  | Фінляндія · Ійво Нісканен · Йоні Мякі                                                   | 19:25.45  | Олімпійський комітет Росії Олександр Большунов Олександр Терентьєв | 19:27.28  |

### Жінки
| Дисципліна                        | Золото | Золото    | Срібло                                                                        | Срібло    | Бронза                                                                    | Бронза    |
| --------------------------------- | --- | --------- | ----------------------------------------------------------------------------- | --------- | ------------------------------------------------------------------------- | --------- |
| 10 км класичним стилем            | Терезе Йогауг · Норвегія                                                                                     | 28:06.3   | Кертту Нісканен · Фінляндія                                                   | 28:06.7   | Кріста Пярмякоскі · Фінляндія                                             | 28:37.8   |
| 15 км скіатлон                    | Терезе Йогауг · Норвегія                                                                                     | 44:13.7   | Наталія Непряєва · Олімпійський комітет Росії                                 | 44:43.9   | Тереза Штадлобер · Австрія                                                | 44:44.2   |
| 30 км вільним стилем              | Терезе Йогауг · Норвегія                                                                                     | 1:24:54.0 | Джессіка Діггінс · США                                                        | 1:26:37.3 | Кертту Нісканен · Фінляндія                                               | 1:27:27.3 |
| Естафета 4×5 км                   | Олімпійський комітет Росії Ступак Юлія Сергіївна Наталія Непряєва Тетяна Соріна Степанова Вероніка Сергіївна | 53:41.0   | Німеччина · Катеріне Зауербрай · Катаріна Генніґ · Вікторія Карл · Софі Крель | 53:59.2   | Швеція · Мая Дальквіст · Ебба Андерссон · Фріда Карлссон · Йонна Сундлінг | 54:01.7   |
| Спринт вільним стилем             | Йонна Сундлінг · Швеція                                                                                      | 3:09.68   | Мая Дальквіст · Швеція                                                        | 3:12.56   | Джессіка Діггінс · США                                                    | 3:12.84   |
| Командний спринт класичним стилем | Німеччина · Катаріна Генніґ · Вікторія Карл                                                                  | 22:09.85  | Швеція · Мая Дальквіст · Йонна Сундлінг                                       | 22:10.02  | Олімпійський комітет Росії Ступак Юлія Сергіївна Наталія Непряєва         | 22:10.56  |